# Гнатозавр
Гнатозавр — род птерозавров из семейства ктенохазматид.
Длинные челюсти этого птерозавра, усаженные множеством иглообразных зубов, так напоминали челюсти и зубы некоторых питавшихся в воде крокодилов, что первые найденные остатки сочли принадлежащим крокодилу. Ошибка была исправлена в 1951 году, когда был обнаружен второй экземпляр. Как и ктенохазма, гнатозавр фильтровал свою пищу тонкими зубами и питался мелкими беспозвоночными в неглубоких водах. Гнатозавр был обнаружен в залежах литографических известняков на юге Германии, там же, где и ктенохазма просеивала воду в поисках пищи. Видимо, в этих местах было достаточно разнообразной пищи, чтобы обеспечить жизнедеятельность, по крайней мере, двух разных видов фильтрующих едоков.

## Характеристики
Формой черепа и нижней челюсти гнатозавр очень напоминает ктенохазму, но зубов у него меньше — всего около 130, и они толще. В отличие от ктенохазмы, пасть у него расширялась к концу и имела форму ложки. Гребень находился по средней линии черепа и занимал три четверти его длины. В Германии были найдены только череп и челюсть, об остальных частях скелета нам ничего не известно.
Размах крыльев 1,7 м.